# Bomolocha franciscalis
Bomolocha franciscalis là một loài bướm đêm trong họ Noctuidae.